# نيلس ليند
نيلس ليند (بالسويدية: Nils Linde)‏ هو منافس ألعاب قوى سويدي، ولد في 18 يوليو 1890 في غوتنبرغ في السويد، وتوفي بنفس المكان في 17 أغسطس 1962.

## وصلات خارجية
- نيلس ليند على موقع أوليمبيديا (الإنجليزية)
- نيلس ليند على موقع اللجنة الأولمبية السويدية (السويدية)